# Grottes d'Ibn Khaldoun
Les grottes d'Ibn Khaldoun  sont des grottes situées dans la commune de Frenda dans la wilaya de Tiaret en Algérie. 
Les grottes portent le nom du célèbre historien Ibn Khaldoun, qui s'est réfugié de 1375 à 1379 pour se consacrer à l'écriture de Muqaddima.

## Histoire

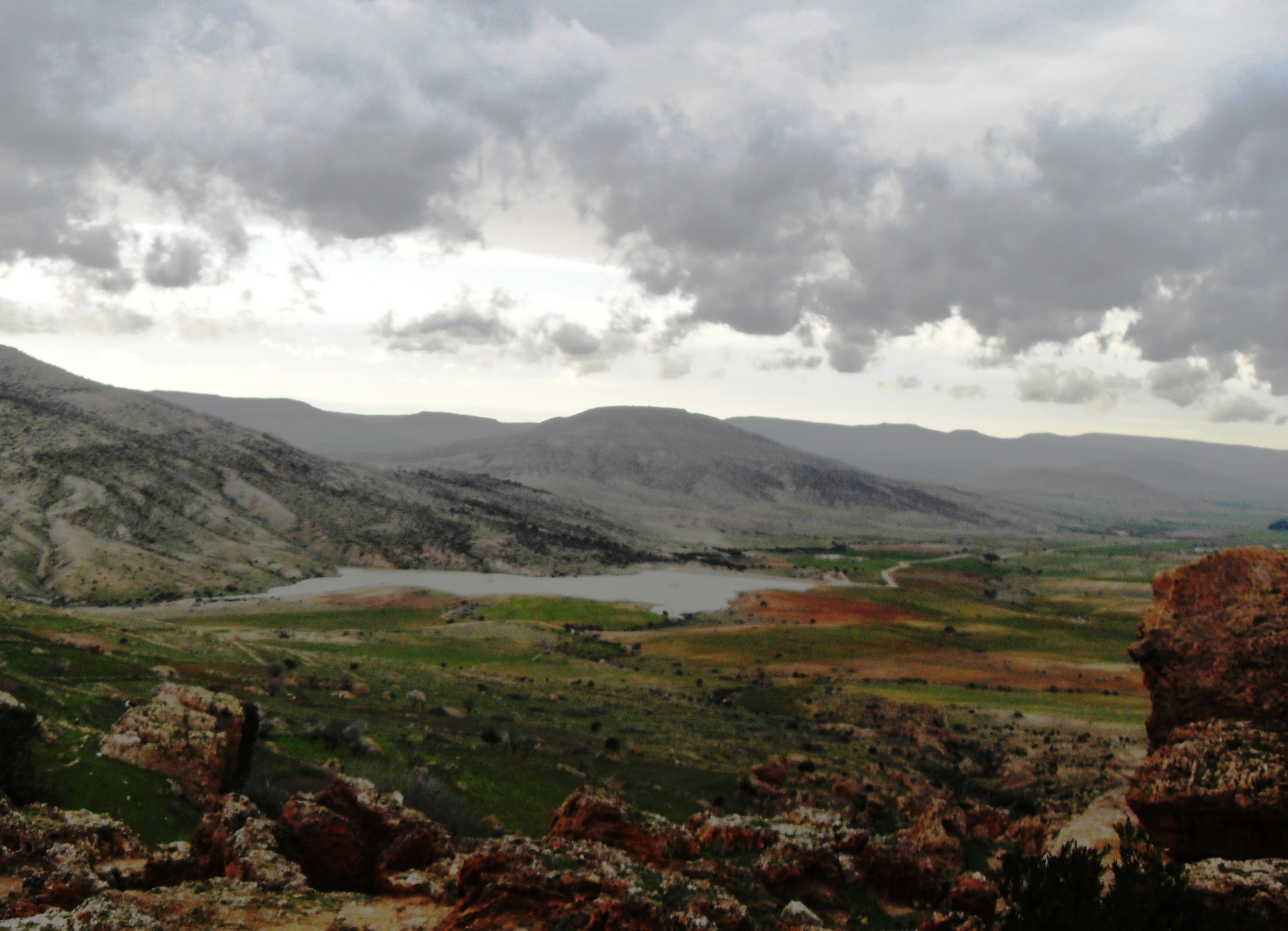
Vue panoramique depuis les grottes

Ibn Khaldoun se réfugie à Qalʿat ibn Salâma en 1375, il s'isole dans ses grottes pour se consacrer à l'écriture pendant quatre ans. À l'intérieur, de petites chambres isolées peuvent servir d'abri.
Ibn Khaldoun a écrit la Muqaddima  et une partie du Livre des exemples.

## Classement
Les grottes sont classées en 1949, comme patrimoine naturel par la France, reclassées par l'Algérie dans le journal officiel N°: 07 du 23 janvier 1968 sous l'intitulé « Bled Touta Lakania et Grottes se rapportent à la tradition de l'historien Ibn Khaldoun ».